# Deckers Outdoor Corporation
Deckers Outdoor Corporation, auch Deckers Brands, ist ein 1973 gegründetes US-amerikanischer Schuhunternehmen mit Sitz in Goleta, Kalifornien. Insbesondere die Marken UGG Australia, Teva und Hoka werden weltweit vertrieben.

## Profil

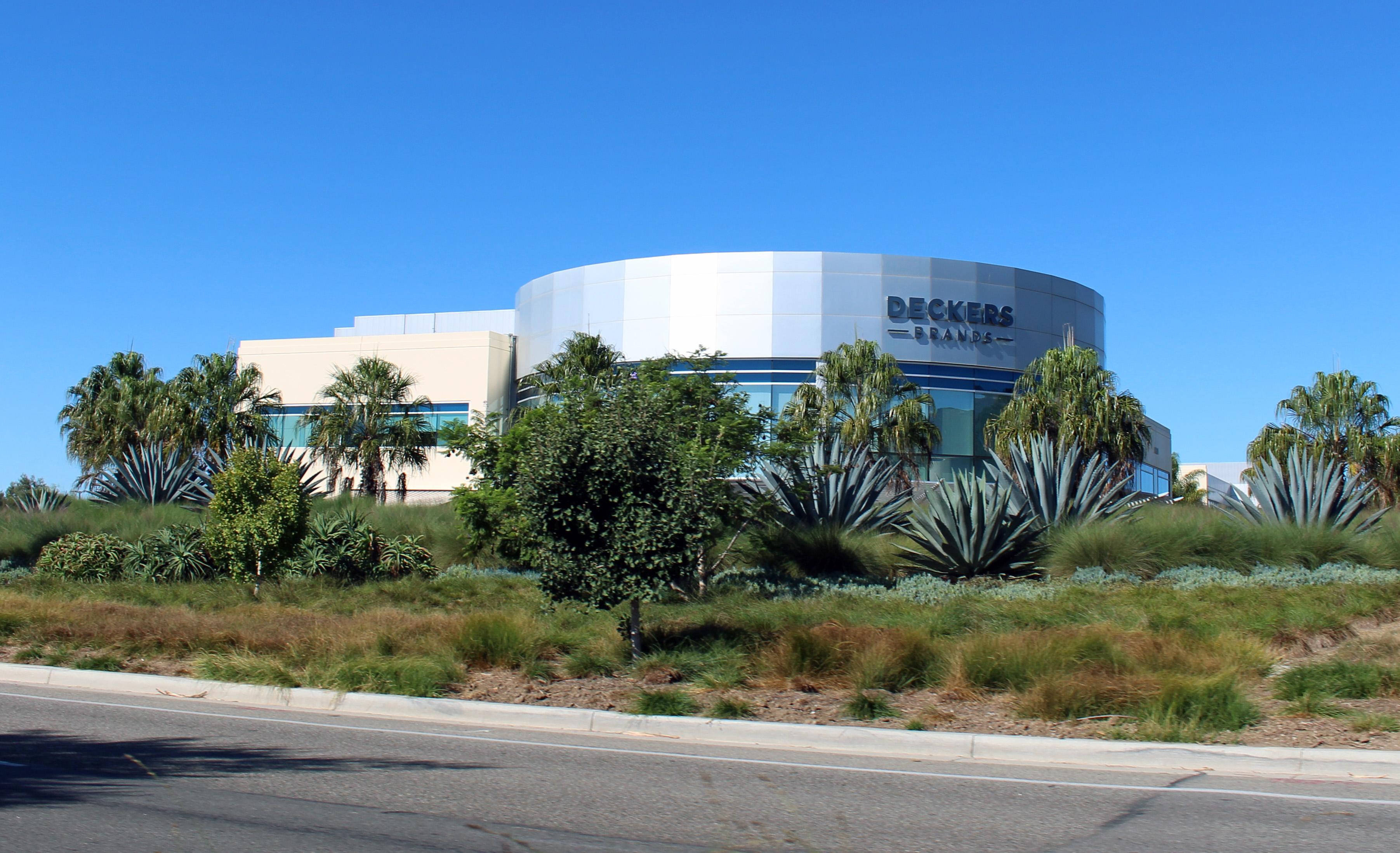
Deckers Brands Hauptquartier in Goleta, Kalifornien, 2019

Die beiden Gründer Doug Otto (* 1951) und Karl Lopker (1951–2018) waren Anfang der 1970er Jahre Studenten an der University of California in Santa Barbara. Als Surfer und Beachvolleyballer kannten sie das Problem der billigen, schnell zerschlissenen Flip-Flops, die am Strand getragen wurden. Otto begann 1973 haltbarere Flip-Flops aus Leder, ab 1974 aus Nylonbändern und dicken Neoprensohlen herzustellen. Zusammen mit seinem Kommilitonen Lopker, der für Verkauf und Logistik zuständig war, boten sie diese unter dem Namen Driftwood Dans auf Handarbeitsmessen und in Surfshops in Kalifornien und auf Hawaii an. Bei einer Reise nach Hawaii 1975 hörte Otto, dass seine Sandalen dort deckas genannt wurden, ein umgangssprachlicher Begriff, der sich auf die Ähnlichkeit der mehrschichtigen Sohlen mit Skateboarddecks bezog. So entstand der Markenname Deckers. Zusammen mit der Surfmode der 1970er und 1980er Jahre wuchs das Unternehmen in dieser Zeit stark an. 1982 zahlte Otto Lopker aus, der im Anschluss als CEO in die Softwarefirma seiner Ehefrau Pamela Lopker (* 1962) einstieg. Otto übernahm bei Deckers alleine die Position des Direktors.
In den folgenden Jahren bestand die Unternehmensstrategie darin, Lizenzen anderer Schuhmarken aufzukaufen und diese durch das eigene Hersteller- und Einzelhandelsnetzwerk zu vermarkten. Durch diese Lizenzvereinbarungen konnte das Unternehmen in den späten 1980er und frühen 1990er Jahren ihre Verkaufszahlen jährlich verdoppeln. Die erste dieser Marken war 1985 Teva, bekannt für Outdoorsandalen. Für Teva wurde Deckers 1992 von der Fachzeitschrift Footwear News als „Company of the Year“ ausgezeichnet.

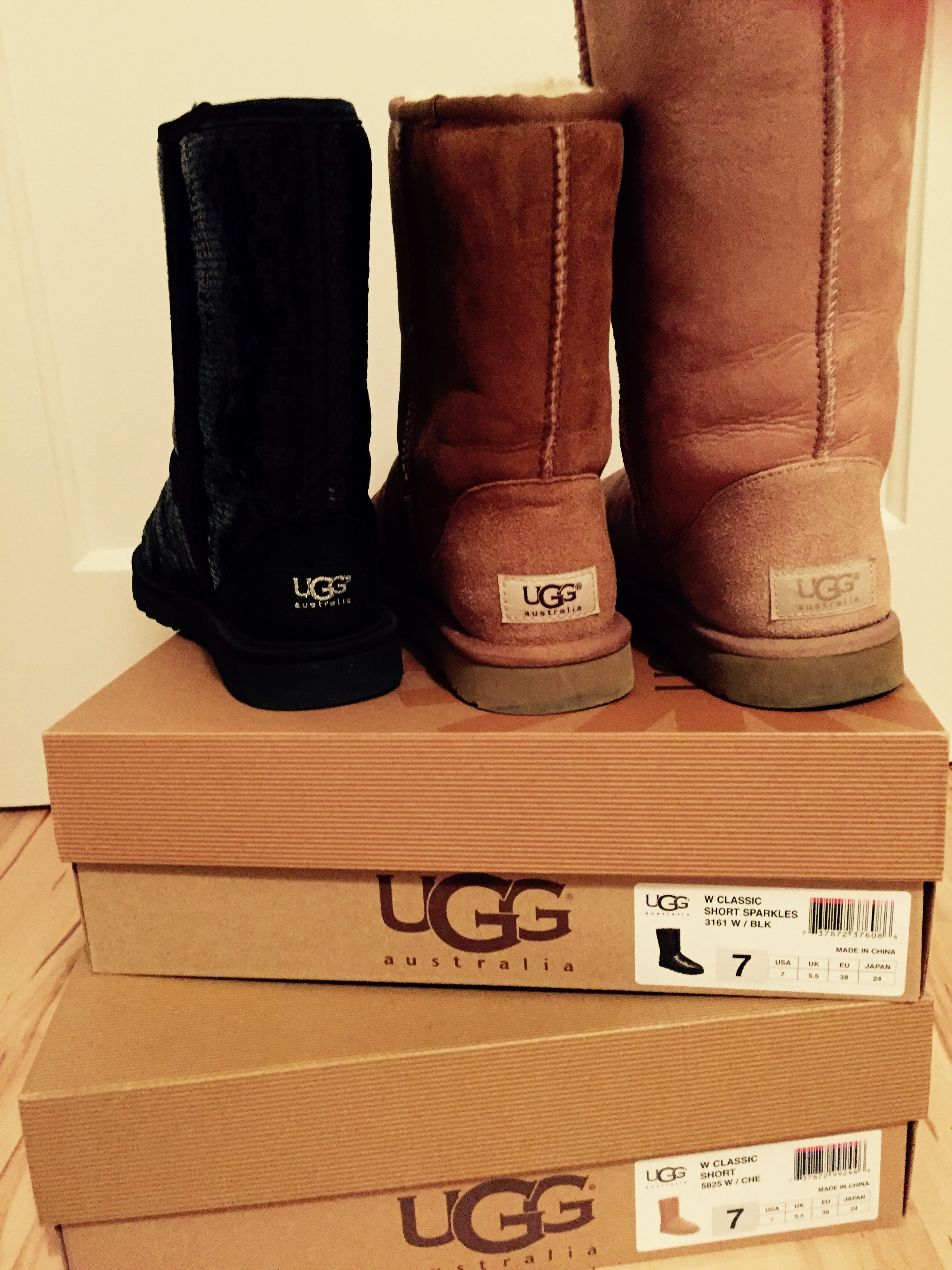
Schuhe der Marke UGG Australia, 2016

1993 ging Deckers an die NASDAQ-Börse, Otto wurde Aufsichtsratsvorsitzender bis zu seiner Rente 2008. Im selben Jahr erwarb Deckers die Schuhmarke Simple Shoes, die 1991 von Eric Meyer gegründet worden war. 1995 kam UGG Australia hinzu, eine Marke für Ugg Boots, die 1979 von Brian Smith gegründet worden war. 1994 entschied das Unternehmen, die Flip-Flop-Sparte einzustellen. 2002 erwarb Deckers vom Gründer Mark Thatcher die Teva-Patente sowie alle Markenrechte und überführte damit Teva vollständig in das Deckers-Unternehmen. 2005 übernahm Angel Martinez, zuvor bei Rockport, Keen und Reebok, die Rolle als Deckers-CEO. Deckers war zu diesem Zeitpunkt 200 Millionen US-Dollar wert, unter Martinez stieg es 2010 erstmals auf über eine Milliarde. Als weitere Marken kamen 2010 Mozo, 2011 Sanuk, 2013 Hoka und 2015 Koolaburra hinzu. Im Mai 2016 übernahm Dave Powers, zuvor Präsident bei Deckers, den CEO-Posten.

## Deckers’ Markenfamilie

Animation eines Schuhs der Marke Hoka

Aktuell führt Deckers folgende Marken:
- Teva (seit 1985)
  - Ahnu (nicht mehr aktiv)
- UGG Australia (seit 1995)[10][11]
  - Koolaburra (seit 2015)
- Schuhe der Marke Sanuk, 2013Sanuk (seit 2011)
- Hoka (seit 2013)

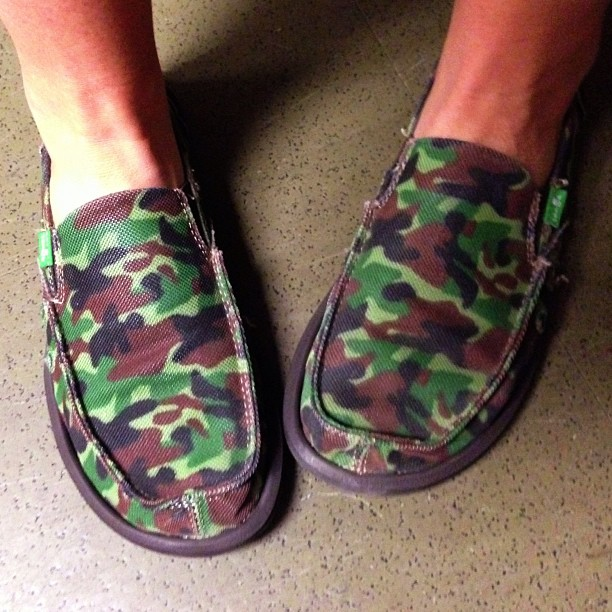
Schuhe der Marke Sanuk, 2013

Folgende Marken gehören nicht mehr zu Deckers oder wurden eingestellt:
- Deckers Flip Flops (1973–1994)
- Simple Shoes (1993–2011, 2014 von Denis Ryan erworben)[12]
- Mozo (eingestellt)
- Tsubo (eingestellt)